# Vasile Nițulescu
Vasile Nițulescu (n. 25 aprilie 1925, București – d. 11 februarie 1991, București) a fost un actor român.  Desfășoară o prestigioasă activitate teatrală (Teatrul Mic). În film, ca și în teatru, compune personaje stranii, adesea maladive, care își asumă și rol de rezoneuri ai tramei.

## Studii
A studiat la Institutul de teatru, București (1952).

## Distincții
- Medalia Muncii (6 august 1956) „cu ocazia împlinirii a cinci ani de activitate a Teatrului Tineretului și pentru merite deosebite în activitatea artistică”[4]

## Roluri în teatru
- Unchiul Vania (Universitatea Națională de Artă Teatrală și Cinematografică 'I.L.Caragiale' - București, 28 iunie 1949)
- Mitrea Cocor (Teatrul Mic București, 17 ianuarie 1951)
- Bolnavul închipuit (Universitatea Națională de Artă Teatrală și Cinematografică 'I.L.Caragiale' - București, 03 iulie 1951)
- Poemul lui octombrie (Teatrul Mic București, 17 noiembrie 1951)
- Un flăcău din orașul nostru (Universitatea Națională de Artă Teatrală și Cinematografică 'I.L.Caragiale' - București, 10 ianuarie 1952)
- Micii burghezi (Teatrul Mic București, 30 martie 1952)
- Patru schițe și o piesă într-un act (Teatrul Mic București, 09 aprilie 1952)
- O scrisoare pierdută (Universitatea Națională de Artă Teatrală și Cinematografică 'I.L.Caragiale' - București, 22 aprilie 1952)
- Fîntîna Blanduziei (Teatrul 'Constantin I. Nottara' - București, 05 iunie 1955)
- Ultima generație (Teatrul Național 'Marin Sorescu' - Craiova, 10 aprilie 1957)
- Ani de pribegie (Teatrul Național 'Marin Sorescu' - Craiova, 15 mai 1957)
- Tudor din Vladimiri (Teatrul Național 'Marin Sorescu' - Craiova, 02 octombrie 1957)
- Mormolocul (Teatrul Național 'Marin Sorescu' - Craiova, 15 noiembrie 1957) - o piesă scrisă chiar de Vasile Nițulescu
- Tragedia optimistă (Teatrul Național 'Marin Sorescu' - Craiova, 21 februarie 1958)
- În august cerul e senin (Teatrul 'Constantin I. Nottara' - București, 22 august 1959)
- În numele revoluției (Teatrul 'Constantin I. Nottara' - București, 06 noiembrie 1959)
- Logodnicul de profesie se-nsoară (Teatrul Mic București, 15 decembrie 1962)
- Cîntăreața cheală și Cinci schițe de Caragiale (Teatrul Mic București, 18 martie 1965)
- Jacques Prevert (Teatrul Mic București, 21 mai 1965)
- Incident la Vichy (Teatrul Mic București, 28 aprilie 1966)
- Richard al II-lea (Teatrul Mic București, 05 octombrie 1966)
- Amintirea a două dimineți de luni (Teatrul Mic București, 15 decembrie 1967)
- Baltagul (Teatrul Mic București, 24 martie 1968)
- Îngrijitorul (Teatrul Mic București, 05 octombrie 1968)
- Emigrantul din Brisbane (Teatrul Mic București, 27 februarie 1970)
- Don Juan moare ca toți ceilalți (Teatrul Mic București, 08 octombrie 1970)
- Dansul sergentului Musgrave (Teatrul Mic București, 08 noiembrie 1970)
- Pisica sălbatică (Teatrul Mic București, 21 mai 1971)
- Antigona (Teatrul Mic București, 26 noiembrie 1971)
- Simfonie pentru destinul meu (Teatrul Mic București, 07 mai 1972)
- Philadelphia ești a mea (Teatrul Mic București, 03 octombri 1973)
- Viața e ca un vagon (Teatrul Mic București, 20 ianuarie 1974)
- Cu cărțile pe față (Teatrul Mic București, 12 octombrie 1974)
- Matca (Teatrul Mic București, 25 octombrie 1974)
- Răspîntia cea mare (Teatrul Mic București, 26 noiembrie 1974)
- Galileo Galilei (Teatrul Mic București, 17 octombrie 1975)
- Dosarul Andersonville (Teatrul Mic București, 05 februarie 1976)
- Rața sălbatică (Teatrul Mic București, 05 mai 1976)
- Oamenii cavernelor (Teatrul Mic București, 15 ianuarie 1977)
- Două ore de pace (Teatrul Mic București, 15 mai 1977)
- Nebuna din Chaillot (Teatrul Mic București, 09 iunie 1978)
- Evul mediu întîmplător (Teatrul Mic București, 26 februarie 1980)
- Niște țărani (Teatrul Mic București, 19 mai 1981)
- Ca frunza dudului... (Teatrul Mic București, 20 noiembrie 1982)
- Trestia gînditoare (Teatrul Foarte Mic - București, 17 februarie 1984)

## Filmografie
- Viața nu iartă (1959)
- Soldați fără uniformă (1960) (r. Francisc Munteanu)
- Poveste sentimentală (1961) (r. Iulian Mihu)
- Printre colinele verzi (1971) (r. Nicolae Breban)
- Sfînta Tereza și diavolii (1972)
- Chemarea aurului (1973) (r. Sergiu Nicolaescu, Wolfgang Staudte)
- Întoarcerea lui Magellan (1974)
- Dincolo de nisipuri (1974)
- Un comisar acuză (1974)
- Tatăl risipitor (1974)
- Cireșarii (1974) (r. Andrei Blaier) - serial TV;
- Filip cel bun (1975)
- Toamna bobocilor (1975)
- Osînda (1976)
- Ultima noapte a singurătății (1976)
- Tănase Scatiu (1976) - boierul Dinu Murguleț
- Buzduganul cu trei peceți (1977)
- Iarna bobocilor (1977)
- Iarba verde de acasă (1977)
- Curcanii (1977), de Grigore Ventura, regia Virgil Bradateanu, Anca Ovanez-Dorosenco
- Toate pînzele sus (serial TV, 1977) - ep. 1-2
- Profetul, aurul și ardelenii (1978)
- Pentru patrie (1978)
- Doctorul Poenaru (1978)
- Drumuri în cumpănă (1979)
- Clipa (1979)
- Falansterul (1979)
- Bietul Ioanide (1980)
- Burebista (1980)
- Munții în flăcări (1980)
- Porțile dimineții (1980) (r. Radu Gurău)
- Întoarce-te și mai privește o dată (1980) (r. Dinu Tănase)
- Ștefan Luchian (1981)
- Concurs (1982)
- Singur de cart (1982) (r. Tudor Mărăscu)
- Faleze de nisip (1983)
- Întoarcerea din iad (1983)
- Misterele Bucureștilor (1983)
- Emisia continuă (1984)
- Dreptate în lanțuri (1984)
- Moara lui Călifar (1984)
- Masca de argint (1985)
- Căsătorie cu repetiție (1985)
- Cantonul părăsit (1985) (r. Adrian Istrătescu-Lener);
- 1985 Atkins, regia Helge Trimpert (film DEFA)
- Căutătorii de aur (1986) (r. Alecu Croitoru)
- Încrederea (1986)
- Punct... și de la capăt (1987)
- Flăcări pe comori (1988)